# Arthur Johnston
Arthur Johnston (New York, 10 gennaio 1898 – Corona del Mar, 1º maggio 1954) è stato un compositore, arrangiatore e pianista statunitense.
Divenne noto arrangiatore e compositore di famosi musical hollywoodiani e per alcune canzoni diventate classici del jazz, tra cui Cocktails for Two e Pennies from Heaven.

## Biografia
Dopo un'iniziale attività di pianista, all'età di quindici anni, in sale cinematografiche newyorkesi, fu assistente di Irving Berlin.
Dal 1924 iniziò a comporre canzoni per musical a Broadway (Mandy, Make Up Your Mind e I'm a Little Blackbird Looking for a Bluebird).
Trasferitosi in seguito ad Hollywood intraprese un intenso lavoro di arrangiatore di colonne sonore (ad esempio per il film di Charlie Chaplin Luci della città).
Ma fu soprattutto la sua firma a composizioni indelebili a renderlo famoso.
Collaborò, tra gli altri, con Sam Coslow, Gus Kahn e Johnny Burke.

## Canzoni composte
- All for You (Autori: Jimmie Franklin / Arthur Johnston)
- All You Want to Do Is Dance (Johnny Burke / Arthur Johnston)
- Annie Laurie (Arthur Johnston)
- Belle of the Nineties (Arthur Johnston)
- Between a Kiss and a Sigh (Johnny Burke / Arthur Johnston)
- Black Moonlight (Sam Coslow / Arthur Johnston)
- Boo Boo Boo (Sam Coslow / Arthur Johnston)
- Boogie Man (Sam Coslow / Arthur Johnston)
- Buckin the Wind (Sam Coslow / Arthur Johnston)
- Cocktails for Two (Sam Coslow / Arthur Johnston)
- Colleen O Killarney (Leo Robin / Arthur Johnston)
- College Humor (Sam Coslow / Arthur Johnston)
- Crooner's Lullaby (Sam Coslow / Arthur Johnston)
- (The) Day You Came Along (Sam Coslow / Arthur Johnston)
- Disney Family Album (Daniele Amfitheatrof / Ken Darby / Arthur Johnston / Paul Smith)
- Dixie Dreams (Grant Clarke / Arthur Johnston / George Meyer / Roy Turk)
- Down the Old Ox Road (Sam Coslow / Arthur Johnston)
- Ebony Rhapsody (Sam Coslow / Arthur Johnston)
- Everyone Knows It But You (Sam Coslow / Arthur Johnston)
- For Ching a Ling and Me (Roy Turk / Arthur Johnston)
- Four Hours to Kill (Sam Coslow / Arthur Johnston)
- From Hell to Heaven (Sam Coslow / Arthur Johnston)
- Girl Friend (Gus Kahn / Arthur Johnston)
- Go West Young Man (Johnny Burke / Arthur Johnston)
- Grand Jury Secrets (Sam Coslow / Arthur Johnston)
- Hello Everybody (Arthur Johnston)
- Her Bodyguard (Sam Coslow / Arthur Johnston)
- Hollywood Boulevard (Arthur Johnston)
- Hot Saturday (Sam Coslow / Arthur Johnston)
- I Guess It Had to Be That Way (Sam Coslow / Arthur Johnston)
- I Met My Waterloo (Sam Coslow / Arthur Johnston)
- I Was Saying to the Moon (Johnny Burke / Arthur Johnston)
- I'll Never Chance (Sidney Clare / Arthur Johnston)
- I'm a Little Blackbird (Grant Clarke, Arthur Johnston / George Meyer / Roy Turk)
- I'm Sittin' High on a Hilltown (Gus Kahn / Arthur Johnston)
- I'm Thankful (Charles Tobias / Arthur Johnston)
- I've Got Pocket Full of Suns (Gus Kahn / Arthur Johnston)
- If I Only Had a Match (Arthur Johnston / George Meyer / Lee Morris)
- Island of Lost Souls (Arthur Johnston / Sigmund Krumgold)
- It's Good to be Alive (Arthur Johnston / Edward Pola)
- It's the Natural Thing to Do (Johnny Burke / Arthur Johnston)
- Just One More Chance (Sam Coslow / Arthur Johnston)
- Lady Be Careful (Arthur Johnston)
- Learn to Croon (Sam Coslow / Arthur Johnston)
- Let There Be Love (Charles Tobias / Arthur Johnston)
- Let's Call a Heart a Heart (Johnny Burke / Arthur Johnston)
- Let's Have Breakfast in... (Arthur Johnston)
- Live and Love Tonight (Sam Coslow / Arthur Johnston)
- Liza (Arthur Johnston / Edward Pola)
- London Love Song (Arthur Johnston / Edward Pola)
- Lovely One (Sam Coslow / Arthur Johnston)
- Mandy Make Up Your Mind (Grant Clarke /Arthur Johnston / George Meyer / Roy Turk)
- Many Happy Returns (Arthur Johnston)
- Marahuana (Sam Coslow / Arthur Johnston)
- Midnight Madonna (Johnny Burke / Arthur Johnston)
- Moment (Johnny Burke / Arthur Johnston)
- Moon Got in My Eyes (Johnny Burke / Arthur Johnston)
- Moon Song (Sam Coslow / Arthur Johnston)
- Moonstruck (Sam Coslow / Arthur Johnston)
- Murder at the Vanities (Sam Coslow / Arthur Johnston)
- Music Is Magic (Sidney Clare / Arthur Johnston)
- My American Beauty (Sam Coslow / Arthur Johnston)
- My Old Flame (Sam Coslow / Arthur Johnston)
- My Queen of Lullaby Land (Sam Coslow / Arthur Johnston)
- Napoleon's Exile (Gus Kahn / Arthur Johnston)
- New Orleans (Gus Kahn / Arthur Johnston)
- Notorious Sophie Lang (Arthur Johnston)
- Olie Johnson (Daniel Amfitheatrof / Ken Darby / Arthur Johnston / Paul Smith)
- On a Typical Tropical Night (Johnny Burke / Arthur Johnston)
- One Sunday Afternoon (Sam Coslow / Arthur Johnston)
- One Two Button Your Shoe (Johnny Burke / Arthur Johnston)
- Out in the Great Open Sky (Sam Coslow / Arthur Johnston)
- Pennies from Heaven (Johnny Burke / Arthur Johnston)
- Pickanninnies Heaven (Sam Coslow / Arthur Johnston)
- Rose Bowl (Sam Coslow / Arthur Johnston)
- Sidewalks of London (Arthur Johnston)
- Skeleton in the Closet (Johnny Burke / Arthur Johnston)
- So Do I (Johnny Burke / Arthur Johnston)
- Something About Romance (Sam Coslow / Arthur Johnston)
- Song of the South (Sam Coslow / Arthur Johnston)
- Souvenir of Love (Maurice Sigler / Arthur Johnston)
- Spell of the Blues (Dave Dreyer / Arthur Johnston / Herman Ruby)
- Sugar Plum (Gus Kahn / Arthur Johnston)
- Sympathizin with Me (Sam Coslow / Arthur Johnston)
- Thanks (Sam Coslow / Arthur Johnston)
- Thanks a Million (Gus Kahn / Arthur Johnston)
- Three at a Table for Two (Archie Gottler / Arthur Johnston)
- Time to Go (Maurice Sigler / Arthur Johnston)
- Too Much Harmony (Sam Coslow / Arthur Johnston)
- Troubled Waters (Sam Coslow / Arthur Johnston)
- Trusting My luck (Maurice Sigler / Arthur Johnston)
- Twenty Million People (Sam Coslow / Arthur Johnston)
- Two Together (Gus Kahn / Arthur Johnston)
- We Haven't a Moment to Lose (Johnny Burke / Arthur Johnston)
- Wear a Straw Hat in the Rain (Arthur Johnston / Edward Pola)
- Welcome to Napoleon (Gus Kahn / Arthur Johnston)
- What Is This Power (Gus Kahn / Arthur Johnston)
- What This Country Needs (Johnny Burke / Arthur Johnston)
- When I See All the Loving They Have (Arthur Johnston / Sam Ward)
- When St. Louis Woman Comes... (Gene Austin / Sam Coslow / Arthur Johnston)
- Where Do They Come from and... (Sam Coslow / Arthur Johnston)
- Where Have I Heard That Mel (Sam Coslow / Arthur Johnston)[1]